# Vapor Pastaza

El vapor BAP Pastaza fue uno de los primeros barcos que llegaron a Iquitos junto con su gemelo el BAP Morona para instalar la factoría naval en 1864 y conformar la primera flota amazónica de la Marina de Guerra del Perú.

## Historia
El 1861 el presidente peruano Ramón Castilla durante su segundo gobierno, creó el Departamento Marítimo Militar de Loreto y dispuso que en el entonces pequeño poblado de Iquitos (ubicado en dicho departamento) se estableciera una Factoría Naval con dique flotante, una grada de construcción, una escuela náutica y una fábrica de ladrillos, para esto ordenó la construcción en Londres del vapor Pastaza y de su gemelo el Morona y otros 2 vapores de menor tamaño que serían bautizados como Napo y Putumayo, todos estos buques conformarían la Primera Flotilla Fluvial de la Amazonia.

### Viaje a la Amazonia Peruana
El Pastaza comenzó su viaje desde Reino Unido hasta Iquitos escoltando al bergantín Próspero que cargaba las maquinarias y los materiales para la construcción del apostadero y la factoría naval, y junto al Morona que escoltaba a la fragata Arica que cargaba a las naves exploradoras Napo y Putumayo los cuales habían sido enfardelados y marcados en piezas para ser transportados en dicho buque, también iba junto a ellos la Goleta Teresa, todas estas naves se dirigieron al Río Amazonas aprovechando la Convención Fluvial de 1858 firmado con Brasil para que el Perú pueda tener acceso libre a dicho río. Durante el trayecto del Pastaza por el Amazonas su gemelo el Morona que estaba al mando del capitán de fragata Manuel Ferreyros tuvo problemas con las autoridades brasileñas debido al incidente ocurrido en el puerto de Óbidos que incluso llevó a que Perú y Brasil rompieran relaciones diplomáticas, por lo que ambos barcos permanecieron en territorio brasileño por un tiempo, finalmente fueron dejados ir luego de un acuerdo diplomático de reconciliación entre Perú y Brasil.

### Llegada a Iquitos y el comienzo de la prosperidad en dicho lugar
Finalmente llegaron a Iquitos el 26 de febrero de 1864, siendo el Pastaza el primero en arribar en aquel lugar ya que había zarpado de Brasil antes que el Morona, junto al Pastaza arribó también el bergantín Próspero que era el buque al que escoltaba y que traía las piezas para la factoría, poco después arribaron la fragata Arica que cargaba al Napo y al Putumayo escoltada por el Morona y la goleta Teresa. 
Este importante y gran hecho fue considerado como el nacimiento de Iquitos como una gran e importante ciudad pues hasta entonces era solo una pequeña villa.

### Servicios posteriores
Durante los siguientes años el buque participó en algunas expediciones a través de diversos ríos de la Amazonía peruana. 
Sirvió a la Comisión Hidrográfica del Amazonas de Perú, presidida por el contralmirante John R. Tucker en su exploración y mapeo de la cuenca alta del Amazonas.
Fue vendido a particulares en 1877 y en 1930 fue dado de baja.